# Myron Markewycz
Myron Bohdanowycz Markewycz, ukr. Мирон Богданович Маркевич, ros. Мирон Богданович Маркевич, Miron Bogdanowicz Markiewicz (ur. 1 lutego 1951 w mieście Winniki koło Lwowa) – ukraiński trener piłkarski polskiego pochodzenia i piłkarz, grający na pozycji pomocnika. Rekordzista I ligi ukraińskiej w kategorii ilości meczów na stanowisku głównego trenera pierwszoligowego klubu – 412 (Dane na 01.07.2008).

## Kariera piłkarska

### Kariera klubowa
Pierwszym trenerem był jego ojciec Bohdan Dmytrowycz Markewycz, znany trener, pracujący z dziećmi. W 1970 rozpoczął karierę piłkarską w miejscowej drużynie Karpaty Lwów. Jednak młodemu piłkarzowi było ciężko przebić się do składu podstawowego Karpat, który rok wcześniej w 1969 zdobył Puchar ZSRR. Dlatego występował w składzie rezerw Karpat. W 1973 przeszedł do innej lwowskiej drużyny SKA Lwów. W 1974 występował w drugoligowej drużynie Spartak Ordżonikidze. Jednak wrócił do domu, gdzie występował w lwowskich amatorskich zespołach. W 1977 został zaproszony do trzecioligowego klubu Torpeda Łuck. W 1978 łączył funkcje piłkarza i trenera, a po zakończeniu sezonu zakończył karierę piłkarską.

## Kariera trenerska
Jako 27 latek już był grającym trenerem Torpeda Łuck. Ukończył Lwowski Instytut Kultury Fizycznej ale poszedł dalej uczyć się do Wyższej Szkoły Trenerów w Moskwie, którą ukończył w 1983. W 1984 rozpoczął pracę trenerską jako główny trener trzecioligowej drużyny Torpeda Łuck. Potem trenował inne ukraińskie kluby: Podilla Chmielnicki, Krywbas Krzywy Róg, Wołyń Łuck, Metałurh Zaporoże oraz Karpaty Lwów (3 razy). Z Karpatami w 1993 i 1999 został finalistą Pucharu Ukrainy, a w sezonie 1997/1998 zdobył brązowe medale Mistrzostw Ukrainy. W 2002 trenował pierwszoligowy rosyjski klub Anży Machaczkała. W 2005 zatrudniony został na stanowisku głównego trenera Metalista Charków, z którym zdobył brązowe medale Mistrzostw Ukrainy w sezonach 2006/2007 i 2007/2008. 1 lutego 2010 został mianowany wraz z Jurijem Kałytwyncewem na stanowisko głównego trenera narodowej reprezentacji Ukrainy. W sierpniu podał się do dymisji. 25 sierpnia 2010 Komitet Wykonawczy Związku Piłki Nożnej Ukrainy przyjął dymisję i wyznaczył jego pomocnika Jurija Kałytwyncewa na pełniącego obowiązki trenera. 24 lutego 2014 roku w związku z ciężką sytuacją finansową w klubie opuścił stanowisko głównego trenera Metalista. 26 maja 2014 zgodził się na propozycję trenować Dnipro Dniepropetrowsk. 30 czerwca 2016 w związku z nieokreślonym stanowiskiem klubu podał się do dymisji. W czerwcu 2023 r. Myron Markiewicz stanął na czele lwowskich „Karpaty Lwów”.

## Życie prywatne
Żonaty, wychowuje dwóch synów. Zna 4 języki: ukraiński, rosyjski, polski i angielski. Zainteresowania: rybołówstwo, muzyka (jest miłośnikiem grupy Beatles), czytanie książek, podróże i zwiedzanie muzeów. Z okazji 100-lecia charkowskiej piłki nożnej został nagrodzony orderem "Za zasługi" ІІІ stopnia.

## Odznaczenia
- Order "Za zasługi" III klasy: 2008
- Order "Za zasługi" II klasy: 2011[10]